# Thabo Sefolosha
Thabo Patrick Sefolosha, né le 2 mai 1984 à Vevey en Suisse, est un joueur suisse de basket-ball.

## Biographie
Sefolosha est né d'un père sud-africain (le musicien Pat Sefolosha) et d'une mère suisse (l'artiste Christine Sefolosha). Son prénom signifie « celui qui amène la joie » en sotho du Sud, langue parlée en Afrique du Sud. Son deuxième prénom est irlandais et provient du latin patricivs et signifie aristocrate.
Il fait partie de l'équipe nationale suisse et est le premier suisse à évoluer en NBA. Formé à l'Élan sportif chalonnais, espoir en 2002-2003 puis joueur en équipe professionnelle de 2003 à 2005. Son frère Kgomotso Sefolosha a également joué au niveau professionnel, avec une courte carrière en Suisse et en France.
Son point fort est la défense, ce qui lui vaut de figurer en 2010 dans la NBA All-Defensive Second Team alors qu'il évolue avec le Thunder d'Oklahoma City. Dans cette franchise, il forme, avec Russell Westbrook, une base arrière très prompte à contre-attaquer.
Le 2 mars 2014, il passe une IRM qui indique que Sefolosha souffre d’une blessure musculaire au mollet et doit manquer entre quatre et six semaines de compétition.
En août 2014, alors que la Suisse dispute les qualifications pour le Championnat d'Europe de basket-ball 2015, Sefolosha décide de ne pas jouer avec son équipe nationale pour se concentrer sur sa carrière en club et éviter une blessure.
En  Hawks d'Atlanta après un sign-and-trade. Fin janvier 2015, il se blesse au mollet, faisant ensuite son retour après une absence de 23 rencontres.
Le 7 avril 2015, lors d'une sortie en boîte de nuit à New York avec Pero Antić, il est arrêté par la police après que Chris Copeland, joueur des Pacers d'Indiana, s'est fait agresser à l'arme blanche. Suite de cette arrestation, il souffre d’une fracture du péroné droit et de lésions aux ligaments de la cheville et se dit « victime d'une blessure importante causée par la police ». Le 17 avril, il se fait opérer et son absence des terrains est estimée à six mois. De ce fait, il manque les playoffs, ce qui est un véritable coup dur pour les Hawks, alors premiers de la conférence Est à l'issue la saison régulière. Fin octobre 2015, le joueur décide de porter plainte contre la ville et la police de New-York et réclame près de 50 millions de dollars de dédommagements.
En septembre 2017, il sauve la vie d'une femme, Lori Clark, qui était tombée à l'eau lors d'une descente en rafting sur la rivière Provo.
Le 31 mars 2021, après avoir disputé son dernier match officiel le 8 mars 2020, il annonce qu'il prend sa retraite.

## Clubs successifs
- 2001-2002 :  Vevey Riviera Basket (LNA) 30 matches, 11,0 points, 3,2 rebonds, 3,9 interceptions
- 2002-2003 :  Élan sportif chalonnais (Espoirs) Équipe espoirs de Chalon-sur-Saône. 1 match en Pro A : 0 point, 1 passe décisive.
- 2003-2004 :  Élan sportif chalonnais (Pro A) 36 matchs : 16 min, 4,1 points, 3,4 rebonds
- 2004-2005 :  Élan sportif chalonnais (Pro A) 36 matchs : 30,3 min, 9,1 pts, 7 rebonds et 10 matchs en Coupe ULEB : 10,5 points.
- 2005-2006 :  Pallacanestro Biella (LegA) 34 matchs : 11,6 points, 7,0 rebonds
- 2006-2009 :  Bulls de Chicago (NBA)
- 2009-2014 :  Thunder d'Oklahoma City (NBA)
- octobre - novembre 2011 :  Fenerbahçe Ülker (Euroligue) 7 matchs : 11,4 points, 6,0 rebonds
- 2014-2017 :  Hawks d'Atlanta (NBA)
- 2017-2019 :  Jazz de l'Utah (NBA)
- 2019-2020 :   Rockets de Houston (NBA)

## Palmarès

### En franchise
- Finales NBA en 2012 contre le Heat de Miami avec le Thunder d'Oklahoma City.
- Champion de la Conférence Ouest en 2012 avec le Thunder d'Oklahoma City.
- Champion de la Division Nord-Ouest en 2011, 2012 et 2013 avec le Thunder d'Oklahoma City.

### Distinctions personnelles
Les distinctions obtenues en NBA sont :
- Élu dans la NBA All-Defensive Second Team en 2010 grâce à ses bonnes prestations défensives.
- Draft 2006 de la NBA : choisi en 13e position par le club de 76ers de Philadelphie, échangé dans la foulée aux Bulls de Chicago.
- NBA Summer League 2006 : 2 matchs (16,0 pts 3,5 rebonds) avec les Bulls.
- Summer League 2007 : 5 matchs (15.4 pts 4.4 rbs) avec les Bulls.

Les distinctions obtenues en  Pro A sont :
- Saison 2004-2005 : participation au All-Star Game LNB 2004.

## Statistiques en NBA

### Saison régulière
Statistiques en carrière de Thabo Sefolosha d'après le site de la NBA.
| Saison     | Équipe        | Matchs | Titul. | Min./m | % Tir | % 3pts | % LF | Rbds/m. | Pass/m. | Int/m. | Ctr/m. | Pts/m. |
| ---------- | ------------- | ------ | ------ | ------ | ----- | ------ | ---- | ------- | ------- | ------ | ------ | ------ |
| 2006-2007  | Chicago       | 71     | 4      | 12,2   | 42,6  | 35,7   | 51,1 | 2,15    | 0,85    | 0,46   | 0,15   | 3,61   |
| 2007-2008  | Chicago       | 69     | 22     | 20,8   | 42,8  | 33,3   | 72,1 | 3,70    | 1,87    | 0,88   | 0,43   | 6,72   |
| 2008-2009  | Chicago       | 43     | 14     | 17,1   | 43,4  | 30,0   | 84,0 | 2,86    | 1,51    | 0,81   | 0,44   | 4,51   |
| 2008-2009  | Oklahoma City | 23     | 22     | 31,2   | 41,7  | 24,3   | 83,3 | 5,17    | 2,00    | 1,74   | 1,13   | 8,48   |
| 2009-2010  | Oklahoma City | 82     | 82     | 28,6   | 44,0  | 31,3   | 67,4 | 4,72    | 1,77    | 1,18   | 0,56   | 5,96   |
| 2010-2011  | Oklahoma City | 79     | 79     | 25,9   | 47,1  | 27,5   | 74,7 | 4,38    | 1,41    | 1,23   | 0,48   | 5,08   |
| 2011-2012* | Oklahoma City | 42     | 42     | 21,8   | 43,2  | 43,7   | 88,4 | 3,05    | 1,10    | 0,88   | 0,40   | 4,83   |
| 2012-2013  | Oklahoma City | 81     | 81     | 27,5   | 48,1  | 41,9   | 82,6 | 3,91    | 1,54    | 1,27   | 0,54   | 7,57   |
| 2013-2014  | Oklahoma City | 61     | 61     | 26,0   | 41,5  | 31,6   | 76,8 | 3,61    | 1,56    | 1,30   | 0,28   | 6,28   |
| 2014-2015  | Atlanta       | 52     | 7      | 18,8   | 41,8  | 32,1   | 77,6 | 4,29    | 1,44    | 1,02   | 0,40   | 5,35   |
| 2015-2016  | Atlanta       | 75     | 11     | 23,4   | 50,5  | 33,9   | 62,6 | 4,45    | 1,43    | 1,13   | 0,49   | 6,40   |
| 2016-2017  | Atlanta       | 62     | 42     | 25,7   | 44,2  | 34,2   | 73,3 | 4,35    | 1,73    | 1,48   | 0,50   | 7,16   |
| 2017-2018  | Utah          | 38     | 6      | 21,2   | 49,2  | 38,1   | 81,5 | 4,24    | 0,87    | 1,37   | 0,32   | 8,21   |
| 2018-2019  | Utah          | 50     | 2      | 12,2   | 47,7  | 43,6   | 63,6 | 2,46    | 0,54    | 0,86   | 0,10   | 3,80   |
| 2019-2020  | Houston       | 41     | 0      | 10,6   | 40,6  | 27,8   | 37,5 | 2,27    | 0,61    | 0,59   | 0,29   | 2,24   |
| Carrière   | Carrière      | 869    | 475    | 21,9   | 44,9  | 34,9   | 73,2 | 3,74    | 1,38    | 1,08   | 0,42   | 5,75   |

Note: * Cette saison a été réduite de 82 à 66 matchs en raison du Lock out.

Dernière modification le 12 mars 2020

### Playoffs NBA
Statistiques en carrière de Thabo Sefolosha d'après le site de la NBA.
| Saison   | Équipe        | Matchs | Titul. | Min./m | % Tir | % 3pts | % LF  | Rbds/m. | Pass/m. | Int/m. | Ctr/m. | Pts/m. |
| -------- | ------------- | ------ | ------ | ------ | ----- | ------ | ----- | ------- | ------- | ------ | ------ | ------ |
| 2007     | Chicago       | 9      | 0      | 11,0   | 38,5  | 37,5   | 58,3  | 1,89    | 0,78    | 0,22   | 0,0    | 3,33   |
| 2010     | Oklahoma City | 6      | 6      | 21,2   | 29,6  | 23,1   | 88,9  | 3,00    | 1,17    | 0,83   | 1,00   | 4,50   |
| 2011     | Oklahoma City | 17     | 17     | 20,2   | 46,3  | 15,4   | 100,0 | 3,12    | 0,71    | 0,94   | 0,29   | 4,65   |
| 2012     | Oklahoma City | 20     | 20     | 22,3   | 40,2  | 32,7   | 88,9  | 2,65    | 1,30    | 1,50   | 0,45   | 5,30   |
| 2013     | Oklahoma City | 11     | 11     | 27,3   | 34,4  | 31,6   | 81,8  | 4,45    | 2,09    | 1,09   | 0,45   | 5,73   |
| 2014     | Oklahoma City | 15     | 13     | 15,7   | 41,8  | 26,1   | 80,0  | 2,07    | 0,67    | 0,67   | 0,00   | 3,73   |
| 2016     | Atlanta       | 10     | 2      | 20,3   | 47,8  | 36,8   | 53,3  | 4,10    | 1,70    | 1,00   | 0,60   | 5,90   |
| 2017     | Atlanta       | 4      | 0      | 2,2    | 0,0   | 0,0    | 25,0  | 0,00    | 0,00    | 0,00   | 0,00   | 0,25   |
| 2019     | Utah          | 4      | 0      | 10,5   | 14,3  | 12,5   | 0,0   | 1,75    | 2,00    | 0,50   | 0,00   | 1,25   |
| Carrière | Carrière      | 96     | 69     | 18,8   | 39,6  | 28,3   | 74,4  | 2,81    | 1,08    | 0,89   | 0,32   | 4,44   |

Dernière modification le 16 avril 2019

## Statistiques en Euroleague
| Année     | Équipe           | Matches | Titul. | Min./m. | %tir   | %3pts  | %l-f   | rbds/m. | pass/m. | int/m. | ctr/m. | pts/m. |
| --------- | ---------------- | ------- | ------ | ------- | ------ | ------ | ------ | ------- | ------- | ------ | ------ | ------ |
| 2011-2012 | Fenerbahçe Ülker | 7       | 6      | 26,9    | 52,9 % | 50,0 % | 63,3 % | 6,0     | 0,9     | 2,1    | 0,4    | 11,4   |
| Carrière  | Carrière         | 7       | 6      | 26,9    | 52,9 % | 50,0 % | 63,3 % | 6,0     | 0,9     | 2,1    | 0,4    | 11,4   |

## Records sur une rencontre en NBA
Les records personnels de Thabo Sefolosha en NBA sont les suivants, :
| Type de statistique        | Saison régulière | Saison régulière      | Saison régulière  | Playoffs | Playoffs             | Playoffs      |
| Type de statistique        | Record           | Adversaire            | Date              | Record   | Adversaire           | Date          |
| -------------------------- | ---------------- | --------------------- | ----------------- | -------- | -------------------- | ------------- |
| Points                     | 28               | @ Rockets de Houston  | 20 février 2013   | 19       | Spurs de San Antonio | 31 mai 2012   |
| Paniers marqués            | 11               | @ Rockets de Houston  | 20 février 2013   | 7        | 2 fois               | 2 fois        |
| Paniers tentés             | 21               | @ Jazz de l'Utah      | 9 février 2008    | 16       | Spurs de San Antonio | 31 mai 2012   |
| Paniers à 3 points réussis | 6                | @ Rockets de Houston  | 20 février 2013   | 4        | Spurs de San Antonio | 31 mai 2012   |
| Paniers à 3 points tentés  | 10               | @ Rockets de Houston  | 20 février 2013   | 10       | Spurs de San Antonio | 31 mai 2012   |
| Lancers francs réussis     | 8                | @ Nuggets de Denver   | 11 mars 2009      | 5        | 2 fois               | 2 fois        |
| Lancers francs tentés      | 8                | 2 fois                | 2 fois            | 8        | @ Pistons de Détroit | 5 mai 2007    |
| Rebonds offensifs          | 6                | Lakers de Los Angeles | 18 novembre 2014  | 3        | 4 fois               | 4 fois        |
| Rebonds défensifs          | 11               | @ Rockets de Houston  | 12 janvier 2011   | 8        | @ Rockets de Houston | 27 avril 2013 |
| Rebonds totaux             | 13               | 3 fois                | 3 fois            | 9        | @ Rockets de Houston | 27 avril 2013 |
| Passes décisives           | 7                | @ Bucks de Milwaukee  | 14 avril 2008     | 6        | 2 fois               | 2 fois        |
| Interceptions              | 7                | @ Bucks de Milwaukee  | 9 avril 2012      | 6        | Spurs de San Antonio | 31 mai 2012   |
| Contres                    | 4                | 6 fois                | 6 fois            | 2        | 5 fois               | 5 fois        |
| Balles perdues             | 6                | 2 fois                | 2 fois            | 3        | 3 fois               | 3 fois        |
| Minutes jouées             | 55               | @ Nets du New Jersey  | 1er décembre 2010 | 42       | @ Rockets de Houston | 27 avril 2013 |

- Double-double : 15
- Triple-double : 0

Dernière mise à jour : 17 novembre 2020

## Galerie photos

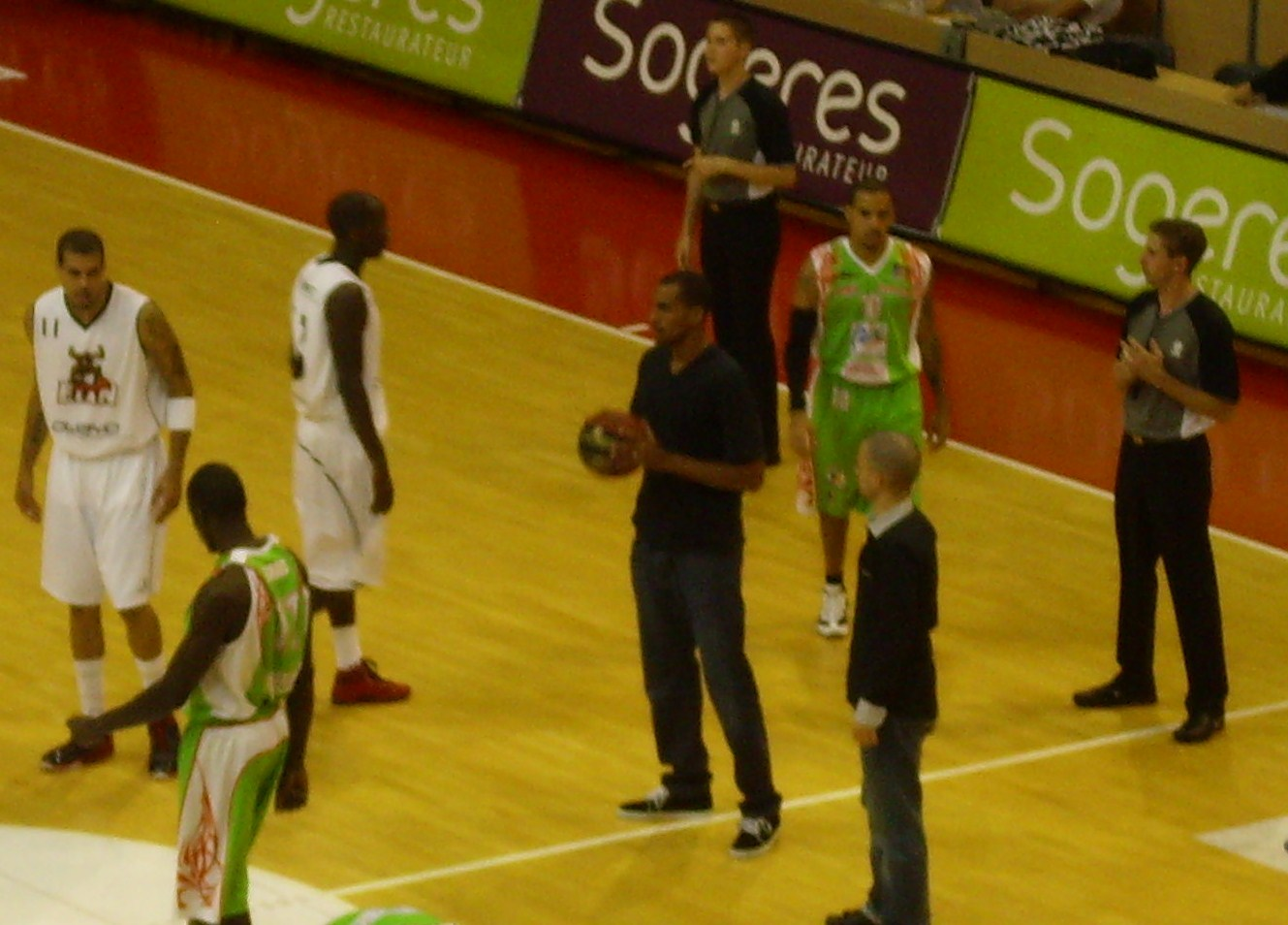
Thabo Sefolosha à Chalon-sur-Saône en 2011